# 1 Kamenezkaja
1 Kamenezkaja (russisch 1 Каменецкая) ist eine Siedlung im Rajon Uslowski der Oblast Tula in Russland. Die Bevölkerung betrug 2010 insgesamt 41 Einwohner.
Im Rahmen der administrativ-territorialen Struktur gehört es zur Landverwaltung Kamenez des Rajons Uslowski, im Rahmen der Organisation der lokalen Selbstverwaltung ist es Teil der ländlichen Siedlung Kamenezkoje.

## Geographie
Das Dorf befindet sich im östlichen Teil der Oblast Tula, in der Waldsteppenzone in der Nähe des östlichen Stadtrands der Stadt Uslowaja, dem Verwaltungszentrum des Bezirks.

### Klima
Das Klima ist als mäßig kontinental charakterisiert, mit mäßig kalten schneereichen Wintern und warmen Sommern. Die durchschnittliche jährliche Lufttemperatur beträgt 4,7 °C. Die absolute Tiefsttemperatur in der Kälteperiode beträgt −42 °C; Das absolute Maximum der Warmzeit liegt bei 38 °C. Die durchschnittliche jährliche Niederschlagsmenge beträgt 585 mm, wovon der größte Teil (mehr als 70 %) in der Zeit von April bis Oktober fällt. Die Schneedecke hält 130 Tage. Die durchschnittliche jährliche Windgeschwindigkeit beträgt 3,6 m/s.